# Scytalopus caracae
El churrín de Caracas o pájaro ratón de Caracas (Scytalopus caracae), es una especie de ave paseriforme perteneciente al numeroso género Scytalopus de la familia Rhinocryptidae. Es endémico de Venezuela.

## Distribución y hábitat
Se distribuye en las montañas costeras de Venezuela, desde Aragua hasta Miranda y en el oeste de Sucre (Cerro Turumiquire).
Es común en el sotobosque de bosques montanos y sus bordes, principalmente entre los 1200 y los 2000 m s. n. m. de altitud. Es el único Scytalopus en su zona, numeroso y ampliamente diseminado.

## Taxonomía
Es monotípica. Ya fue considerada como subespecie de Scytalopus latebricola.